# Antígua e Barbuda nos Jogos Olímpicos de Verão de 2004
Antígua e Barbuda competiu nos Jogos Olímpicos de Verão de 2004, em Atenas, na Grécia.

## Desempenho

### Atletismo
Masculino
| Atletas       | Evento      | Preliminar | Preliminar | Quartas     | Quartas     | Semifinal   | Semifinal   | Final       | Final       |
| Atletas       | Evento      | Marca      | Posição    | Marca       | Posição     | Marca       | Posição     | Marca       | Posição     |
| ------------- | ----------- | ---------- | ---------- | ----------- | ----------- | ----------- | ----------- | ----------- | ----------- |
| Daniel Bailey | 100 m rasos | 10s51      | 51º        | Não avançou | Não avançou | Não avançou | Não avançou | Não avançou | Não avançou |